# Marquesat d'Albaida (històric)
El Marquesat d'Albaida és un títol nobiliari atorgat per Felip III en l'any 1605 a partir del comtat d'Albaida, i conformava, originalment, els termes municipals d'Albaida i l'antic municipi de l'Aljorf (actualment barri d'Albaida), Atzeneta d'Albaida, Benissoda, Bufalí, Carrícola, Otos i El Palomar. També formaren part del marquesat al segle xviii: Montaverner, la baronia d'Otos, Bèlgida i la seua baronia.
El Palau dels Marquesos Milà i Aragó, construït entre els segles xvi i xviii, fou la residència dels marquesos.
Ostentà el títol qui fora president de les Corts de la Primera República, en 1873, José María Orense.